# Västbo tingslag
Västbo tingslag var ett tingslag i Jönköpings län.
Tingslaget bildades 1680 och uppgick i Östbo och Västbo domsagas tingslag den 1 januari 1948 (enligt beslut den 10 juli 1947).
Tingslaget omfattade Västbo härad och ingick i Östbo och Västbo domsaga, bildad 1779.